# 産交バス大津営業所
産交バス大津営業所（さんこうバスおおづえいぎょうしょ）は、九州産交バスの子会社である産交バスの営業所の一つ。

## 所在地
熊本県菊池郡大津町吹田1108
- 併設バス停：大津産交
- 併設施設
  - 九州産交オートサービス大津整備工場
  - パーク&バスライド
    - 定期券購入及びバス利用者（大津産交発）のための駐車場（10台収容）。

当営業所とは別に、菊池営業所の廃止に伴い、跡地を当営業所の菊池車庫として使用開始したため、数台の駐在車両を置いている。
かつて九州産交バス時代、大津営業所管轄では熊本市北区武蔵ヶ丘2丁目に武蔵ヶ丘車庫を設け、武蔵ヶ丘団地始発着便などに用いる車両数台を駐在させ、乗務員は現地出退勤としていた。光の森営業所に移転後、同営業所管轄になった際に駐在は廃止され、晩年は待機場所として機能していたが後に廃止された(時期不明)。

## 九州産交バスの営業所として廃止
かつては九州産交バス直轄の営業所の一つでもあったが、熊本都市圏路線バス網の再編により、2015年に菊陽町菊陽西小学校近くの民有地に新たに土地を取得した上で同年12月1日を以って光の森営業所として移転した事により、九州産交バスの営業所としては廃止された。また、同時にダイヤ改正により当営業所が管轄していた路線のほとんどが大幅に再編され、その中で菊陽町東部及び大津町の路線は短縮あるいは廃止されている。ただし、熊本都市圏外の路線を担当する産交バスの営業所としては存続している。
九州産交バス営業所として廃止された翌日以降、敷地は産交バス大津営業所であると同時に九州産交バス光の森営業所大津車庫となっている。一部車両と乗務員は引き続き駐在しているほか、バス停としては「大津産交」として現在もある。

## 現在の担当路線
現在は産交バス（旧：産交観光バス）大津営業所として、大津町内から発着する路線のうち唯一熊本都市圏に乗り入れている1路線を除いた以下3路線を運行している。全系統案内番号は無い（無番）。
| 路線名 | 経由   | 運行区間 | 備考                       |
| ------ | ------ | --- | -------------------------- |
| 木山線 | 岩坂   | 大津産交－熊本文化の森－大津中央－大津高校前－陣内－中岩坂－鳥子川－山西－西原役場前－土林－堂園－小谷－津森－寺中－木山産交                                                           | [ 備 1 ] [ 備 2 ]          |
| 木山線 | 森     | 大津産交－＜この区間は上記に同じ＞－陣内－六地蔵前－森－鳥子川－＜この区間は上記に同じ＞－木山産交                                                                                     | [ 備 3 ] [ 備 4 ]          |
| 菊池線 | 菊池線 | 大津高校前－大津中央－美咲野団地－矢護川支所前－片俣－津留（旭志）－葉山住宅前－菊池女子高前－菊池温泉市民広場－正観寺－菊池産交                                                       |                            |
| 山鹿線 | 山鹿線 | 肥後大津駅－大津中央－翔陽高校前－本田技研前－杉水－大琳寺－菊池温泉市民広場－菊池プラザ－七城メロンドーム－水辺プラザ－来民中町－鹿本商工前－鹿本高校入口－山鹿温泉－山鹿バスセンター | [ 備 5 ] [ 備 6 ] [ 備 7 ] |

このほか、コミュニティバス路線として菊陽町から町内巡回バス「キャロッピー号」の運行を受託している（熊本電鉄バスと共同運行）。これ以外にも、「大津まちなかバス」「ホンダ技研通勤バス」の実証実験を大津町より受託している。

### 大津まちなかバス
2023年10月1日より大津町より運行委託を受けた「大津まちなかバス」の実証実験を開始した。これは、2015年12月1日ダイヤ改正で昼間は運行されなくなった大津産交 - 交通センター（現：桜町BT）線を補う形で吹田団地－大津駅南口線を通常の一般路線として運行していたが、利用者減少によるさらなる赤字に歯止めをかけ、町の中心部での施設間移動（横移動）を充実させるため、これまでの路線を活用しつつ一般路線としての運行を廃止し、コミュニティバス化したもの。
運行経路は、吹田団地－熊本文化の森－大津中央－大津駅前－室町－熊本セントラル病院－大津警察署前－大津駅南口－イオン大津店前－大津町役場を平日4往復・土日祝日3往復で結ぶ。運賃は1乗車当たりどこまで利用しても180円の均一運賃であるが、運行開始から翌2024年9月30日までの1年間は1乗車当たり100円均一で利用できた。

### ホンダ技研通勤バス
2024年10月1日より肥後大津駅とホンダ技研熊本工場とを結ぶ通勤バスの実証実験が大津町とホンダ技研との受託により運行開始した。TSMCの菊陽町進出による交通渋滞慢性化に伴う対策の一環で、町とホンダ、産交バスなどでつくる渋滞対策プロジェクトチームが実証運行と位置付けて3年間の予定で実施されるもので、朝は6時台から8時台までの8便、夕方は15時台から21時台までの12便運行。停車箇所は、大津駅北口と工場内3箇所に設け、さらには翔陽高校前の停留所にも停車するため、同校に通う高校生のための通学バスとしても利用できる。今後3年間の実施により検証結果を踏まえ、正式運行を目指す。

## 九州産交バス大津営業所時代の担当路線
主に熊本市中心部と市北部（坪井・子飼・黒髪・龍田）、市東部（大江・渡鹿・新南部・下南部・上南部・石原・平山町）および熊本市北側の熊本都市圏（菊池郡菊陽町・大津町）ならびに楠・武蔵ヶ丘団地方面の路線を担当していた。このほか、一時期は阿蘇くまもと空港とJR光の森駅とを結ぶ快速バス「光の森号」の運行をおこなっていたが、2014年3月31日をもって運行終了している。

### かつての運行系統
太字は系統記号（当時のもの）。当営業所の路線は全て往路・復路ともに同一の系統記号。なお、この項においては2015年11月30日をもって運行終了した系統のみ記す。（交通センター＝熊本交通センター　現：熊本桜町バスターミナル）
大津町内発着
- 子11 大津産交－交通センター（大津中央・大津高校前・陣内・東熊本第二病院・県民総合運動公園・供合農協前・東海学園前・渡鹿・大江川鶴・子飼橋・藤崎宮前経由）
- 子20 吹田団地－交通センター（大津中央・大津高校前・陣内・大津南小前・菊陽町役場前・津久礼・東バイパス入口・出村・二里木・子飼橋経由）

菊陽町内発着
- 子7 武蔵ヶ丘団地－田崎橋（武蔵ヶ丘中央・武蔵塚駅前・武蔵陸橋・二里木・竜田口・熊本大学・子飼橋・藤崎宮前・交通センター・熊本駅前経由）
- 子7 武蔵ヶ丘団地－交通センター（武蔵ヶ丘中央・武蔵塚駅前・武蔵陸橋・二里木・竜田口・熊本大学・子飼橋・藤崎宮前経由）
- 子13 菊陽台病院－交通センター（菊陽中部小学校前・上津久礼・下津久礼・県民総合運動公園・供合農協前・東海学園前・渡鹿・大江川鶴・子飼橋経由）
- 子18 光の森－交通センター（ゆめタウン光の森・中迎原・武蔵ヶ丘中央・武蔵塚駅前・楠七丁目・団地中央口・楡木・北高校前・たつだニュータウン前・龍田陳内三丁目・竜田口・子飼橋経由）
- 子20 菊陽町役場－交通センター（津久礼・東バイパス入口・出村・二里木・子飼橋経由）
- 県25 武蔵ヶ丘団地－交通センター（武蔵ヶ丘中央・武蔵塚駅前・武蔵陸橋・二里木・北バイパス竜田陳内・北バイパス東新南部・帯山中学前・熊工前・県庁前・水前寺公園前・味噌天神経由）

### それ以前の廃止系統
太字は系統記号。
- 子8 吹田団地－交通センター（大津中央・原水駅前・三里木・出村・光の森入口・竜田口・熊本大学・子飼橋・藤崎宮前経由）
- 子9 大津産交－交通センター（大津中央・大津高校前・陣内・大津南小前・津久礼農協前・吉原橋・二里木・竜田口駅前・熊本大学前・子飼橋経由）
- 子9 菊陽台病院－交通センター（菊陽中部小学校前・上津久礼・下津久礼・青葉台団地入口・弓削変電所前・吉原橋・二里木・子飼橋経由）
- 大津産交－武蔵ヶ丘車庫
- 県22 大津産交（吹田団地）－交通センター（大津産交（吹田団地）・三里木・出村・松の本・ゆめタウンサンピアン前・西原・帯山中学前・熊工前・県庁前・水前寺公園前・味噌天神経由）
- 快速バス「光の森号」（光の森駅前－廣街道－村の上－菊陽町役場前－阿蘇くまもと空港）

## 車両
車両は基本的に国産4メーカーでの導入となっているが、現在は熊本都市圏に乗り入れない上、比較的道幅が狭い場所なども運行するため、日野・リエッセなどの小型車が多く在籍している。
九州産交バス時代においては、過去における導入比率としてはいすゞ車のシェアが最も多く、子会社を含む全営業所の中でも第1位を誇るほどいすゞ車の姿が目立っていた。次いで日産ディーゼル（現：UDトラックス）車である。日野車もレインボーHRがまとまって在籍しており、京王バスや東武バスからの移籍車両も在籍している。
逆に三菱車は大型車での導入は過去には全く無く、比較的道幅が狭い地域を中心とした路線を主に運行する中型車が少数存在するのみであったが、2012年に熊本営業所から超低床スロープ車両が1台転属して来たほか、2014年10月には神戸市交通局からエアロスター（前後扉・ツーステップ）が5台移籍し、そのうち2台が当営業所に配属されたことにより三菱車は合計3台となったが、熊本営業所からの転属車両は現在廃車となっている（廃車時期は不明）。
ノンステップバス車の導入も行われ、日野レインボーHRが集中配置されており、1台だけはOEM供給車のいすゞ・エルガJとなっている。
近年は他の事業者からの移籍車も多く、前述の京王バスや東武バスをはじめ、横浜市交通局、高槻市交通部、西東京バス、新京成バス、京浜急行バスなどから導入されている。
なお、当営業所が管轄していた熊本都市圏を運行する一部狭隘路線（供合線など）においては、中型車（中型ロング含む）が用いられていた。これら九州産交バス所属の車両は営業所移転に伴い光の森営業所に転属し、一部車両は大津車庫常駐車という扱いとなっている。

### 備考
1. ↑  一部便は土林止め
2. ↑  木山営業所との共管
3. ↑  一部便は土林止め
4. ↑  木山営業所との共管
5. ↑  旧JR九州バス山鹿線
6. ↑  菊池産交は不停車
7. ↑  山鹿営業所との共管